# 362 هـ
362 هـ هي سنة في التقويم الهجري امتدت مقابلةً في التقويم الميلادي بين سنتي 972 و973.

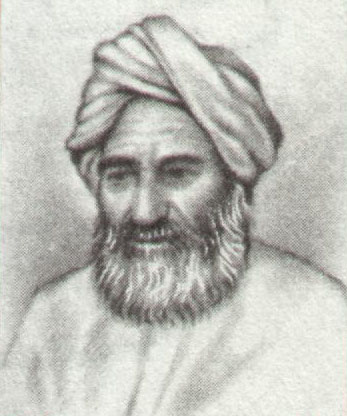
أبو الريحان البيروني

## مواليد
- أبو الريحان البيرونى
- ابن سلوان المازني
- الحسن بن علي الأهوازي

## وفيات
- أبو العباس الميكالي
- أبو حامد المروزي
- ابن هانئ
- السري الرفاء